# Dariusz Czarny
Dariusz Czarny (ur. 1963 w Kędzierzynie-Koźlu) – polski muzyk, gitarzysta, wokalista, kompozytor. 

## Życiorys
Członek zespołów country Konwój, Hagoka Band i zespołu Tomasza Szweda. Występował na festiwalu country w Mrągowie m.in. z Tomaszem Szwedem i George Hamiltonem. Były gitarzysta kędzierzyńskiej Bohemy. 
W latach 2006–2012 był członkiem zespołu Stare Dobre Małżeństwo. Od 2012 roku występuje w formacji pod nazwą U Studni.